# Людвиг Фейербах и конец классической немецкой философии
Людвиг Фейербах и конец классической немецкой философии (нем. «Ludwig Feuerbach und der Ausgang der klassischen deutschen Philosophie») — одна из ключевых работ Фридриха Энгельса, написанная в 1886 году после смерти Карла Маркса и опубликованная в газете «Die Neue Zeit» («Новое время») в 1888 году. Она писалась как реакция на книгу датского философа Карла Николая Старке «Людвиг Фейербах» (1885), но последней в ней уделяется мало внимания.
Работа посвящена анализу и критике философской системы Гегеля, учения младогегельянцев и материализма Людвига Фейербаха. Энгельс полагает, что немецкий идеализм, достигший своего расцвета в учении Гегеля являлся лишь ещё одним этапом на пути к материалистической философской концепции, а учение Фейербаха является переходным от идеализма к материализму. Основным упущением Фейербаха Энгельс считает отход от диалектического метода Гегеля, который не дал ему создать логичную и историчную философскую концепцию. Именно в данном произведении Энгельса был впервые употреблён термин «немецкая классическая философия», ставший широкоупотребительным.

## Основные идеи

### Анализ и критика учения Гегеля
Свою работу Энгельс начинает с рассмотрения философской концепции Гегеля. Несмотря на то, что материализм противоречит идеализму Гегеля, Энгельс отмечает, что философия последнего носила подлинно революционный характер. Гносеология Гегеля, выразившаяся в принципе невозможности достижения абсолютного знания и истины, конечного результата развития экономических и общественных отношений находит у Энгельса глубокую поддержку и восхищение в большей степени потому, что предвещает крах капиталистического строя, буржуазных отношений:

Но именно в том и состояло истинное значение и революционный характер гегелевской философии… что она раз и навсегда разделалась со всяким представлением об окончательном характере результатов человеческого мышления и действия. Истина, которую должна познать философия, представлялась Гегелю уже не в виде собрания готовых догматических положений которые остается только зазубрить… истина теперь заключалась в самом процессе познания в длительном историческом развитии науки…

Причину нераскрытия революционного потенциала в учении Гегеля Энгельс объясняет парадоксальностью самой философской системы Гегеля: ведь получается, что идея о том, что нет абсолютной истины сама по себе является абсолютной истиной, что противоречит диалектическому методу Гегеля и заставляет его обойти эту проблему. В результате, Гегель приходит к обоснованию существующего общественно-политического строя как такого, который единственно возможен для людей, ещё не готовых к воплощению таковой идеальной идеи о невозможности познания абсолютной истины.
Энгельс отмечает также, что по сути своей, философия как поиск абсолютного знания о мире заканчивается на Гегеле, на его выводе о невозможности абсолютного познания. Данный вывод до настоящего времени закрепился в науке истории философии, которая разделяет историю развития философии на классическую философию (до Гегеля) и неклассическую философию (после Гегеля).

### Анализ и критика учения Фейербаха
Подробно исследуя взгляды Фейербаха Энгельс подчеркивает значение фейербаховской критики идеализма, выразившееся в его труде «Сущность христианства»:

Одним ударом рассеяло оно это противоречие, снова и без обиняков провозгласив торжество материализма. Природа существует независимо от какой бы то ни было философии. Она есть та основа, на которой выросли мы, люди, сами продукты природы. Вне природы и человека нет ничего, и высшие существа, созданные нашей религиозной фантазией, это лишь фантастические отражения нашей собственной сущности. Заклятие было снято; «система» была взорвана…

Однако критике Энгельса подвергается стремление Фейербаха создать новую религию и этику, основанную на чистой любви, вместо того, чтобы утвердиться в материализме и продолжать размышлять в данном направлении. Энгельс объясняет подобную позицию Фейербаха несколькими причинами: аскетическим образом жизни Фейербаха, не позволявшим ему общаться с людьми «такого же калибра» и тем самым качественно развить свою философию; излишне упрощённым пониманием материализма (вульгализированым Молешоттом); нежеланием использовать гегельянскую диалектику.

## Значение и влияние
Систематизированный анализ философии Гегеля и его последователей, а также идей Фейербаха, проведенный Энгельсом, позволил сделать вывод о конце классического периода в развитии философии, то есть окончании времени главенства классического типа философствования, основанного на абстрактных понятиях, обобщённых образах человека и предметов, поиске «абсолютной истины».
Такой анализ, вкупе с кратким изложением сущности диалектического и исторического материализма, сделал работу Энгельса одной из ключевых в развитии марксистской материалистической философии. Так, В. И. Ленин ставил «Людвиг Фейербах и конец классической немецкой философии» в один ряд с «Манифестом коммунистической партии».